# Xinès clàssic

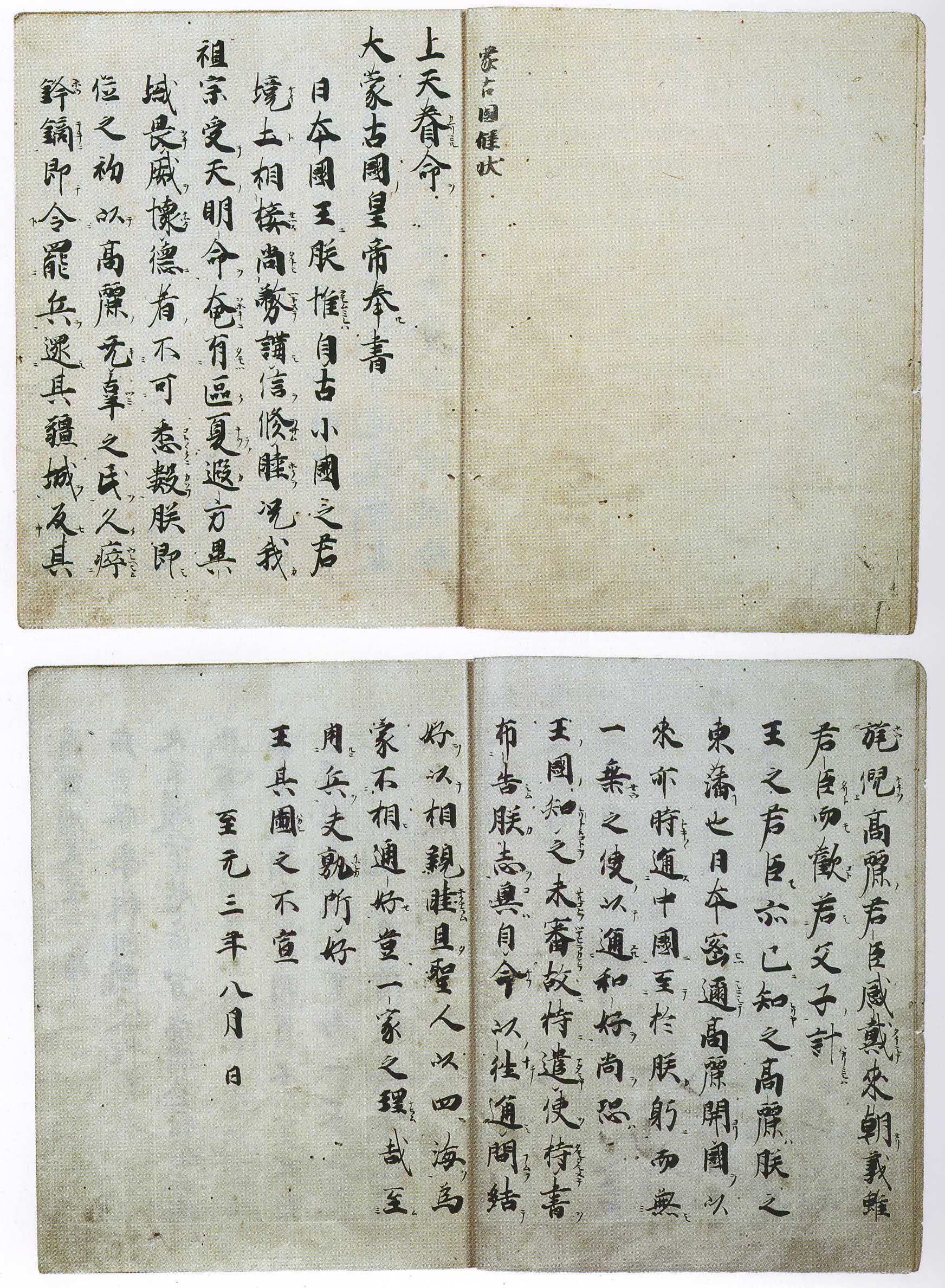
El xinès clàssic es va usar per a la comunicació internacional entre l'Imperi Mongol i el Japó. Aquesta carta, que data de 1266, va ser enviada per Khublai Khan a l'emperador del Japó abans de les invasions mongoles; va ser escrita en xinès clàssic.

El xinès clàssic o xinès literari (文言文) és un estil tradicional d'escriptura xinesa basat en la gramàtica i el lèxic del xinès antic; és diferent a qualsevol varietat de xinès modern. No obstant això, la distinció entre xinès literari clàssic i xinès literari vernacular està lluny de ser clara. El xinès clàssic va ser usat abans i durant els començaments del segle xx per a tota correspondència formal, no només a la Xina sinó també (durant diferents períodes) a Corea, Japó i el Vietnam. Entre els parlants de xinès, el xinès clàssic ha estat àmpliament reemplaçat pel baihua (白话) o xinès vernacular, un estil d'escriptura similar al xinès mandarí, mentre que els parlants d'altres idiomes han abandonat majoritàriament el xinès clàssic en favor de les llengües vernacles locals.
El xinès literari és conegut com a hanmun (汉文, "escriptura Han") en coreà, com a kanbun (汉文, "escriptura Han") en japonès, i com Hán Văn (汉文, "escriptura Han") en vietnamita. A causa de la llarga història del xinès, hi ha diferents tipus de xinès clàssic. Per exemple, el xinès de la dinastia Han és bastant diferent del de la dinastia Tang.

## Xinès clàssic i xinès literari
Mentre els termes xinès clàssic i xinès literari sovint s'intercanvien, els sinòlegs reconeixen que en realitat són diferents. El xinès clàssic es refereix a la llengua escrita des de la dinastia Zhou, especialment en el període de Primaveres i Tardors, fins a la al final de la dinastia Han. El xinès clàssic és per tant la llengua dels llibres més influents de la Xina, com Analectes de Confuci, Menci i el Daodejing.
El xinès literari és la forma del xinès escrit usat des del final de la dinastia Han fins a començaments del segle xx quan va ser reemplaçat pel xinès escrit vernacular. El xinès literari es va diferenciar més i més del xinès clàssic segons els dialectes de la Xina es van tornar cada vegada més dispars i la llengua clàssica escrita es va tornar cada vegada menys representativa de la llengua parlada. Al mateix temps, el xinès literari es va basar fonamentalment en la llengua clàssica i els escriptors sovint van fer servir la llengua clàssica en els seus escrits literaris. El xinès literari, per tant, mostra molta similitud amb el xinès clàssic, encara que les similituds van disminuint amb el pas dels segles.

## Comparació amb el llatí
Aquesta situació, en la qual es produeix un ús d'una llengua literària en les esferes culturals malgrat l'existència de llengües vernacles regionals diferents, s'anomena diglòssia. Pot ser comparada a la situació de l'àrab clàssic davant els dialectes àrabs. En el cas de les llengües romàniques, aquestes van continuar evolucionant, influenciant els textos llatins de cada període; així, a l'edat mitjana, el llatí medieval tenia una diversitat que hauria desconcertat als propis romans. La coexistència del xinès clàssic amb les llengües natives de Corea, Japó i Vietnam, es pot comparar a l'ús del llatí en països de llengües germàniques o de llengües eslaves.